# Среднє Піявшко
Среднє Піявшко (словен. Srednje Pijavško) — поселення в общині Кршко, Споднєпосавський регіон, Словенія. Висота над рівнем моря: 171,8 м.